# Жетіжар
Жетіжа́р (каз. Жетіжар) — село у складі Бескарагайського району Абайської області Казахстану. Адміністративний центр Жетіжарського сільського округу.
Населення — 497 осіб (2021; 709 у 2009, 1312 у 1999, 2040 у 1989).
Національний склад станом на 1989 рік:
- казахи — 71 %

До 2013 року село називалось Семиярка.